# KBS 1TV 일요 드라마
KBS 1TV 일요 드라마는 대한민국의 KBS 1TV에서 매주 일요일 오후, 저녁, 심야 시간대 방송되었던 TV 드라마 작품이다. 일요 아침 드라마와는 다르다.

## 작품 리스트
|  | - 아래의 텔레비전 드라마 중 2002년 11월 이후에 시청 가능 연령을 표시하는 드라마 등급 제도를 의무적으로 시행하고 있습니다. - 2017년 3월 1일부터 TV 프로그램 등급 표시 외에 주제, 폭력성, 선정성, 언어, 모방 위험 등 분류 사유 표시를 의무적으로 시행하고 있습니다. |

### 1960년대
- 《아내의 얼굴》 : 1963년 1월 6일 ~ 1963년 3월 1일
- 《미운정 고운정》 : 1963년 4월 7일 ~ 1963년 6월 30일
- 《여자가 웃을 때》 : 1963년 7월 7일
- 《따뜻한 손》 : 1963년 7월 14일 ~ 1963년 8월 31일
- 《인사동의 우화》 : 1963년 10월 7일 ~ 1963년 12월
- 《산맥은 푸르다》 : 1964년 3월 29일 ~ 1964년 4월 12일
- 《가족 전선 이상없다》 : 1964년 4월 19일 ~ 1964년 7월 12일
- 《모란이 지는 날》 : 1964년 7월 19일 ~ 1964년 9월 27일
- 《건널목》 : 1964년 10월 4일 ~ 1964년 11월 15일
- 《슬픈 착각》 : 1964년 11월 22일 ~ 1964년 11월 29일
- 《청바위골 이야기》 : 1964년 12월 6일 ~ 1964년 12월 13일
- 《메마른 가랑잎에 불이 붙으면》 : 1964년 12월 20일
- 《내마음 한없이》 : 1965년
- 《푸른 가족들》 : 1966년 1월 2일 ~ 1966년 3월 6일
- 《언니 만세》 : 1966년 3월 13일 ~ 1966년 5월 8일
- 《나도 남자다》 : 1966년 5월 15일 ~ 1966년 6월 21일

### 1970년대
- 《지하골 미두리》 : 1970년 ~ 1971년 2월 6일
- 《사또돌쇠》 : 1971년 2월 13일 ~ 1971년 7월 4일
- 《개화백경》 : 1971년 7월 11일 ~ 1972년 8월 20일
- 《명인백선》 : 1972년 10월 8일[1] ~ 1973년 4월 8일[2] - 단막극
- 《임진왜란》 : 1973년 4월 15일 ~ 1973년 4월 29일
- 《신사임당》 : 1973년 5월 6일 ~ 1973년 7월 8일
- 《불국사》 : 1973년 7월 22일 ~ 1973년 12월 2일
- 《어사》 : 1973년 12월 9일 ~ 1974년 5월 12일
- 《소명》 : 1974년 5월 26일 ~ 1974년 10월 20일
- 《충의》 : 1974년 10월 27일 ~ 1975년 2월 2일
- 《삼국통일》 : 1975년 2월 16일 ~ 1975년 6월 22일
- 《전우》 : 1975년 6월 29일 ~ 1977년 4월 10일
- 《개미의 집》 : 1975년 10월 12일 ~ 1976년 3월 7일
- 《개화전야》 : 1976년 3월 14일 ~ 1976년 10월 24일
- 《미명》 : 1976년 11월 7일 ~ 1977년 4월 3일
- 《일요사극 맥》 : 1977년 4월 10일 ~ 1980년 4월 6일 - 단막극

### 1980년대
- 《파천문》 : 1980년 4월 13일 ~ 1980년 7월 13일
- 《일요사극》 : 1980년 7월 20일 ~ 1980년 10월 30일 - 단막극
- 《풍운》 : 1982년 1월 10일[3] ~ 1982년 12월 26일
- 《개국》 : 1983년 1월 2일 ~ 1983년 12월 28일
- 《독립문》 : 1984년 1월 1일 ~ 1984년 12월 30일
- 《역사드라마 선구자》 : 1986년 2월 1일 ~ 1986년 9월 7일 - 단막극
- 《역사는 흐른다》 : 1989년 9월 3일 ~ 1990년 9월 9일

### 1990년대
- 《여명의 그날》 : 1989년 9월 16일 ~ 1990년 12월 16일
- 《왕도》 : 1991년 1월 6일 ~ 1991년 10월 5일
- 《바람꽃은 시들지 않는다》 : 1991년 10월 12일 ~ 1992년 3월 28일
- 《삼국기》 : 1992년 4월 12일 ~ 1993년 3월 28일
- 《학교 2》 : 1999년 5월 8일 ~ 2000년 2월 27일

### 2000년대
- 《학교 3》 : 2000년 3월 5일 ~ 2001년 4월 1일
- 《학교 4》 : 2001년 4월 8일 ~ 2001년 11월 4일
- 《TV 문학관(HD)》 : 2005년 5월 8일 ~ 2005년 5월 29일 - 단막극

## 같이 보기
- KBS 2TV 일요 드라마
- KBS 1TV 일요 아침 드라마